# Тартус
 Тази статия е за града в Сирия.  За мухафазата вижте Тартус (мухафаза).  
Тартус (на арабски: طرطوس) е град в западна Сирия, административен център на мухафаза Тартус. Населението му е около 115 769 души (2004).
Разположен е на брега на Средиземно море, на 78 km западно от Хомс и на 30 km северно от границата с Ливан. Селището е основано от финикийците през II хилядолетие пр.н.е. Днес градът е морски курорт, а част от пристанището му е руска военноморска база.